# 보아코

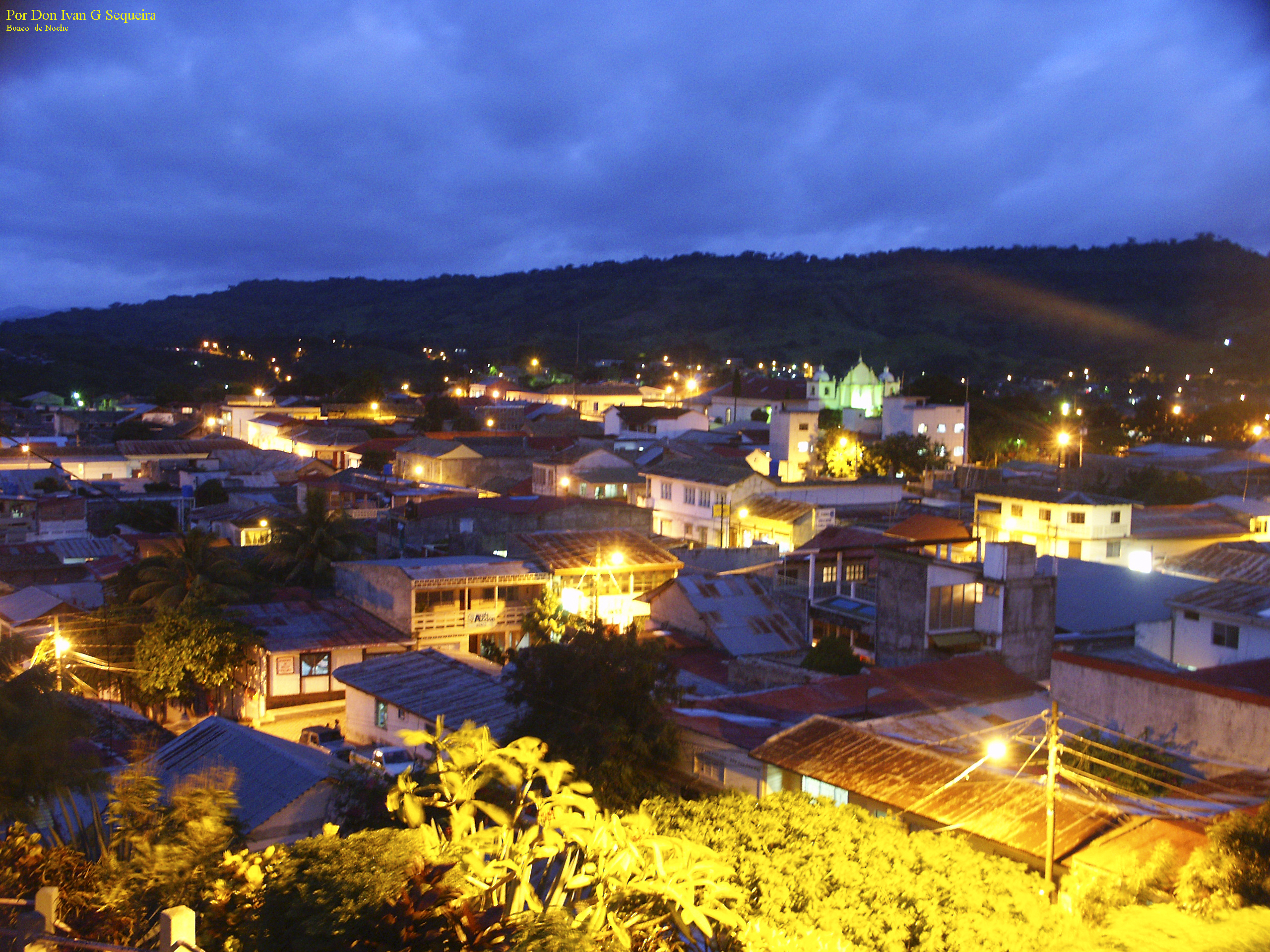

보아코(스페인어: Boaco)는 니카라과의 도시로 보아코 주의 주도이며 면적은 1,086.81km2, 인구는 56,900명(2006년 기준)이다.